# Senaki

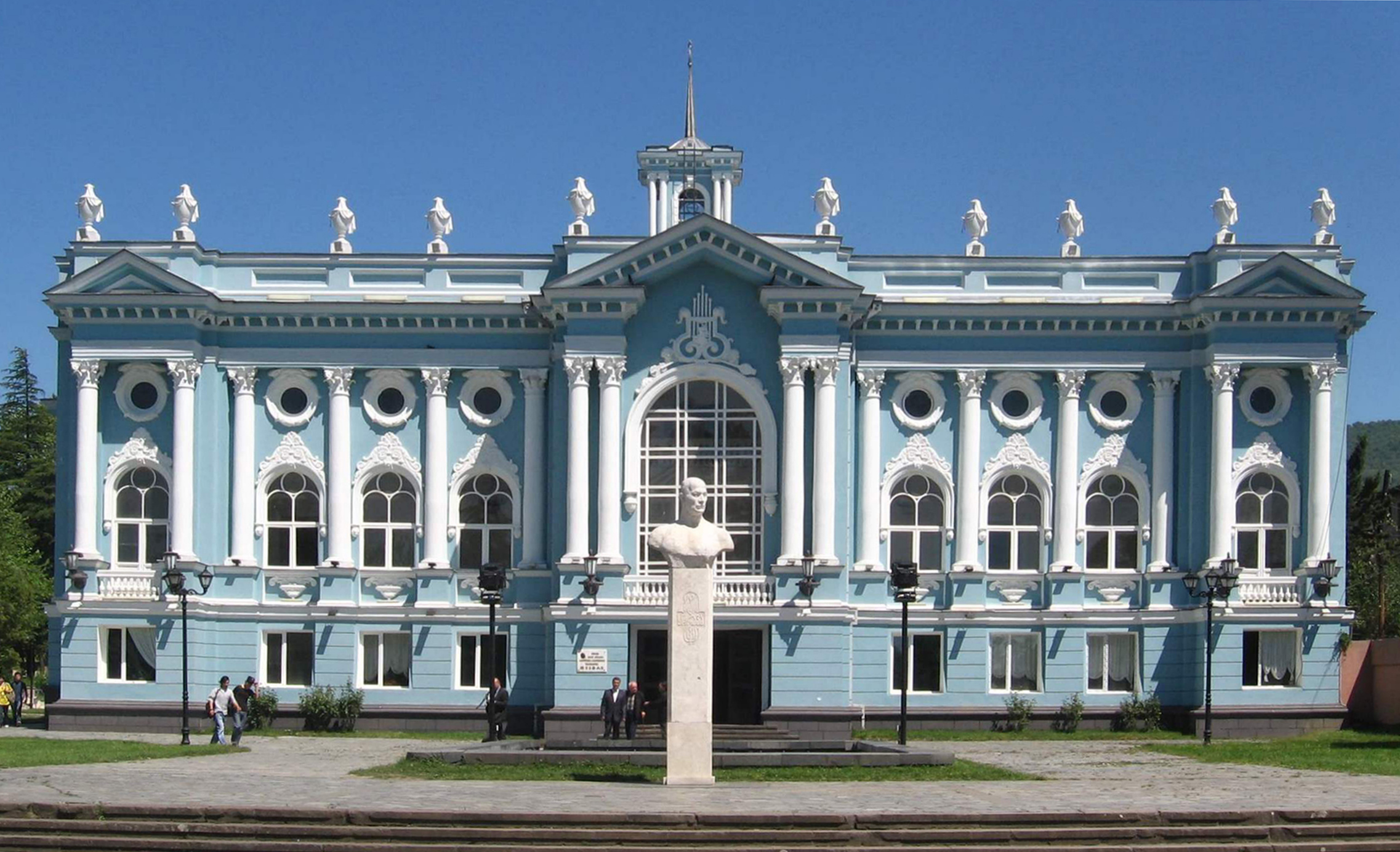
Das Stadttheater von Senaki

Senaki (georgisch სენაკი) ist eine Stadt im westlichen Georgien.

## Geografische Lage
Senaki liegt in der Region Mingrelien und Oberswanetien, 294 Kilometer von Tiflis entfernt in der Kolchischen Tiefebene und hat 21.596 Einwohner (Stand 2014).

## Geschichte
1872 wurde die Senaki an die Eisenbahn angeschlossen. 1921 erhielt es Stadtrecht. Von 1935 (nach anderen Angaben bereits 1933) bis 1976 hieß die Stadt nach dem georgischen Kommunisten Micha Zchakaia (1865–1950) Micha Zchakaia (georgisch მიხა ცხაკაია; russisch Миха Цхакая, Micha Zchakaja), von 1976 bis 1989 verkürzt zu Zchakaia.
Im georgischen Bürgerkrieg waren Stadt und Flughafen 1993 heftig umkämpft. Am 25. Oktober eroberte die russische Armee die Stadt. Am 30. Oktober fiel sie wieder in die Hand der Anhänger des gestürzten Präsidenten Swiad Gamsachurdia. Nach Bombardements durch die russische Luftwaffe mussten sie die Stadt am 3. November schließlich aufgeben. Es kam zu Plünderungen und Toten unter der Zivilbevölkerung. 1998 führte Oberst Akaki Eliawa in Senaki eine erneute Revolte gegen die georgische Regierung an, die ebenfalls scheiterte.

## Verkehr
Der Bahnhof Senaki liegt an der Bahnstrecke Poti–Baku. Er ist der Trennungsbahnhof für die Bahnstrecke Senaki–Adler, früher die kürzeste Verbindung von Georgien nach Moskau. Durch die Sezession Abchasiens ist die Strecke aber am Grenzfluss Enguri unterbrochen, die Brücke ist zerstört.
Die Stadt liegt an der Europastraße 60.

## Wirtschaft
In der Stadt gibt es eine Maschinen- und eine Teppichfabrik. Es werden verschiedene Agrarprodukte wie Wein, Tee und Milch weiterverarbeitet.
Die georgische Luftwaffe betreibt nahe Senaki den Kolchi-Militärflugplatz.

## Kultur
Die Georgische Technische Universität (GTU) hat in Senaki eine Außenstelle.

## Partnerstädte
Senaki ist seit 1996 Partnerstadt von Rakvere in Estland.